# Campeonato Mundial de Tiro al Blanco Móvil de 1981
El VI Campeonato Mundial de Tiro al Blanco Móvil se celebró en Buenos Aires (Argentina) en el año 1981 bajo la organización de la Federación Internacional de Tiro Deportivo (ISSF) y la Federación Argentina de Tiro Deportivo. El evento se realizó en las instalaciones del Tiro Federal de Lomas de Zamora (provincia de Buenos Aires).

## Resultados

### Masculino
| Evento                            | Oro                         | Plata                          | Bronce                            |
| --------------------------------- | --------------------------- | ------------------------------ | --------------------------------- |
| Blanco móvil 50 m                 | Thomas Pfeffer RDA 590 pts. | Alexéi Rudnitski URSS 587 pts. | Tibor Bodnár · Hungría · 587 pts. |
| Blanco móvil 50 m (equipos)       | URSS 2341                   | Hungría · 2315                 | Suecia · 2294                     |
| Blanco móvil mixto 50 m           | Alexéi Rudnitski URSS 391   | Vladimir Ivanchijin URSS 391   | Tibor Bodnár · Hungría · 389      |
| Blanco móvil mixto 50 m (equipos) | URSS 1550                   | Hungría · 1533                 | China 1533                        |

## Medallero
| Núm. | País    | Oro | Plata | Bronce | Total |
| ---- | ------- | --- | ----- | ------ | ----- |
| 1    | URSS    | 3   | 2     | 0      | 5     |
| 2    | RDA     | 1   | 0     | 0      | 1     |
| 3    | Hungría | 0   | 2     | 2      | 4     |
| 4    | China   | 0   | 0     | 1      | 1     |
|      | Suecia  | 0   | 0     | 1      | 1     |
|      | TOTAL   | 4   | 4     | 4      | 12    |